# جمهوری مسیحی
جمهوری مسیحی حکومتی است که هم مسیحی است و هم جمهوری‌خواه. در قرن بیست و یکم، یگانه کشورهای جهان که نوع نظام آن جمهوری بوده و مسیحیت دین مستقر آن‌ها است عبارت اند از: آرژانتین، کاستاریکا، فنلاند، یونان، ارمنستان، ساموآ، ایسلند و مالت. برخی از جمهوریت‌های دیگر مثل گرجستان، پرو، گواتمالا، پاناما، السالوادور و پاراگوئه، به مسیحیت اعتبار یا ترجیح بیشتری می‌دهند، اما آن را به عنوان دین مستقر حکومتی نپذیرفته‌اند. سایر کشورها مثل مجارستان و زامبیا خود را کشورهای مسیحی توصیف می‌کنند.
لاک در «نامه‌ای در مورد مدارا» نوشت: «در انجیل هیچ چیزی به نام مشترک‌المنافع مسیحی نیامده است». با این جمله منظور او این بود که بر اساس مسیحیت نمی‌شود یک اقتدار با اعتبار شکل داد. روسو، در کتاب «قرارداد اجتماعی» (در کتاب ۴، فصل ۸)، این موضوع را بیان کرده و گفته‌است «من زمانی که گفتم «جمهوری مسیحی» در اشتباه بودم؛ این دو کلمه نقطه مشترکی با هم ندارند». با این حال، آنچه روسو می‌خواست بیان کند چیز دیگری است و آن این‌که نمی‌توان ادعا کرد که یک هویت مدنی را می‌توان از قالب بنام مسیحیت بدست‌آورد. «دیوید والش»،  بنیان‌گذار «مؤسسه ملی رسانه‌ها و خانواده»،  تأیید می‌کند که آنچه روسو اعتراف کرده و استدلال می‌کند «بیشتر مسیحیان بالاخره با او هم‌نظر خواهند بود که 'جمهوری مسیحی' در بین خود تناقض دارد» و این دو در «حکومت‌های واقعی یک رابطه ناآرام بین هم دارند و انسجام اجتماعی اغلب به قیمت جهانی سازی مسیحیت بدست آمده‌است»، واقعاً «یک تنش واقعی… میان مسیحیت و نظام سیاسی وجود دارد». «رابرت نیلی بیلا» مشاهده کرده‌است که بیشتر نظریه‌پردازان بزرگ جمهوری‌خواه جهان غرب، از ماکیاولی (تفصیلات بیشتر بعداً) گرفته تا الکسی دو توکویل، با نگرانی‌های روسو در مورد متقابل بودن ماهیت جمهوری‌خواهی و مسیحیت، دیدگاه مشترک دارند.
تز روسو این است که این دو با هم ناسازگار اند چون هر یک برای انسان با فضیلت، خواست‌های مختلفی را بیان کرده‌اند. به گفته روسو مسیحیت، برای اقتدار و پذیرش تقاضای تسلیمی دارد (دانش‌مندان به آن اصطلاح «بندگی» یا «بردگی» را به کار برده‌اند) و مستلزم تمرکز بر امور غیردنیایی است؛ در حالی‌که جمهوریت اشتراک می‌خواهد نه تسلیمی و مستلزم تمرکز بر امور دنیوی است. موضع روسو در مورد مسیحیت یک موضع جهانی نیست. در واقع این امر در کنار دیگران، توسط دوست‌اش «آنتوان ژاک روستان» در پاسخی به قرارداد اجتماعی رد گردیده‌است.
پایه و اساس تز روسو بر نوشته‌های قبلی نیکولو ماکیاولی،  که روسو او را «bon citoyen et honnête homme» می‌خواند و در کنار مونتسکیو یکی از منابع فلسفه جمهوری خواهی روسو هستند، استوار است. ماکیاولی در Discoursi خود مشاهده می‌کند که مسیحیت در عمل به ایدآل‌های بنیادی خود نرسیده‌است و زمانی که با آرمان‌های سیاسی سکولار یک‌جا شود منجر به فساد می‌شود و چیزی از آن بیرون می‌شود که نه دین خوب است نه سیاست خوب. علاوه بر آن، او استدلال می‌کند، در حالی‌که مسیحیت مانع عشق یک شخص نسبت به کشورش نمی‌شود، از شهروندان می‌خواهد تا آسیب به حکومت جمهوری را تحمل کنند و بیان می‌کند که بهترین فضیلت مدنی در رابطه با یک جمهوری این است که به دشمنان جمهوریت رحم نکنی و همه ساکنان شهر مقابل را بعد از شکست‌دادنشان بکشی یا به بردگی بگیری.

## جمهوری‌های کالوینیستی
اگرچه نویسندگان کلاسیک، منبع اساسی ایدیولوژیکی جمهوری ایتالیا در اروپای شمالی بوده‌اند، برای ایجاد جمهوریت‌های جدید، از اصلاحات پروتستانی به‌عنوان توجیه می‌تواند استفاده شود. الهی‌شناسی کالوینیست از مهم‌ترین آن‌ها است، که در کنفدراسیون سوئیس، یکی از بزرگ‌ترین و قدرتمندترین جمهوری‌های قرون وسطایی، ایجاد شده‌است. ژان کالوین خواستار حذف نظام سلطنتی نشد، بلکه او دکترینی را توسعه داد که انسان مؤمن حق دارد نظام‌های سلطنتی غیر دینی را سرنگون سازد. کالوینیسم هم‌چنین از مساوات‌خواهی و مخالفت با نظام مورثی حمایت کرد. مدافع از جمهوریت‌ها در نوشته‌های اوگنو در جریان جنگ‌های مذهبی فرانسه، دیده شده‌اند.
کالوینیسم در شورش‌های جمهوری‌خواهی در انگلستان و هلند نقش مهمی را بازی کرد. همانند ایالت شهرهای ایتالیا و «اتحادیه هانسیاتیک»،  هردو کشور مراکز مهم تجاری بودند که یک طبقه بزرگ بازرگانان از تجارت با دنیای جدید رونق می‌گرفتند. قسمت‌های اعظم جمعیت هر دو کشور کالوانیسم را پذیرفتند. در جریان شورش‌های هلند (که در سال ۱۵۶۶ میلادی آغاز یافت)، جمهوری هلند از رد حاکمیت اسپانیایی‌های هابسبورگ ظهور کرد. با این حال این کشور فوراً نوع نظام جمهوریت را نپذیرفت: در اعلامیه رسمی استقلال (مصوبه انحلال،  ‏۱۵۸۱)، تاج و تخت پادشاه فیلیپ تنها خالی اعلام شد، قضات هلندی از «دوک آنژو»،  ملکه الیزابت انگلستان و شاهزاده ویلیام اورنج، یکی بعد دیگر خواستند تا جانشین فیلیپ شوند. تا سال ۱۵۸۸ میلادی طول کشید تا استیت‌ها (استاتن،  مجمع نمایندگان آن زمان) تصمیم گرفتند حاکمیت این کشور را به خود اختصاص دهند.
در سال ۱۶۴۱ میلادی جنگ داخلی انگلستان شروع شد. این شورش که توسط پیوریتن‌ها رهبری شده و بازرگانان لندن آن را تأمین مالی می‌کردند، مؤفقیت آمیز بوده و منجر به مشترک‌المنافع انگلستان و اعدام پادشاه چارلز اول گردید. در انگلستان جیمز هرینگتون، «آلگرنون سیدنی» و جان میلتون اولین نویسنده‌های بودند که خواستار رد نظام شاهی شده و نوع نظام جمهوریت را پذیرفتند. عمر مشترک‌المنافع انگلستان کوتاه بود و نظام شاهی دوباره احیا گردید. جمهوری هلند تا سال ۱۷۹۵ نام خود را حفظ کرد، اما در اواسط قرن هجدهم آن‌جا به‌طور واقعی سلطنتی شد. کالوینیست‌ها نیز برخی از اولین مهاجرین مستعمره‌های بریتانیا و هلند در آمریکای شمالی شدند.

## ارجاعات
1. ↑  "Argentina's Constitution of 1853, Reinstated in 1983, with Amendments through 1994" (PDF). constituteproject.org.
2. ↑  Super User. "Costa Rica Constitution in English – Constitutional Law – Costa Rica Legal Topics". costaricalaw.com. Archived from the original on 6 September 2015. {{cite web}}: |author= has generic name (help)
3. ↑  Juergensmeyer, Mark; Roof, Wade Clark (2011). Encyclopedia of Global Religion. SAGE Publications. p. 930. ISBN 978-1-4522-6656-5. Finland (5.2 million) constitutes a unique case, as it has two national churches, the Finnish Evangelical Lutheran Church and the Orthodox Church.
4. ↑  "The Constitution of Greece: Section II Relations of Church and State: Article 3". The prevailing religion in Greece is that of the Eastern Orthodox Church of Christ. The Orthodox Church of Greece, acknowledging our Lord Jesus Christ as its head, is inseparably united in doctrine with the Great Church of Christ in Constantinople and with every other Church of Christ of the same doctrine, observing unwaveringly, as they do, the holy apostolic and syn- odal canons and sacred traditions. It is autocephalous and is administered by the Holy Synod of serving Bishops and the Permanent Holy Synod originating thereof and assembled as specified by the Statutory Charter of the Church in compliance with the provisions of the Patriarchal Tome of June 29, 1850 and the Synodal Act of September 4, 1928.
5. ↑  "Article 18 of the Constitution of Armenia". The Republic of Armenia shall recognise the exclusive mission of the Armenian Apostolic Holy Church, as a national church, in the spiritual life of the Armenian people, in the development of their national culture and preservation of their national identity.
6. ↑  Wyeth, Grant (16 June 2017). "Samoa Officially Becomes a Christian State". The Diplomat. Retrieved 16 June 2017.
7. ↑  "Constitution of the Republic of Iceland: Article 62". Government of Iceland. The Evangelical Lutheran Church shall be the State Church in Iceland and, as such, it shall be supported and protected by the State.
8. ↑  "Constitution of Malta". Leġiżlazzjoni Malta. L-Uffiċju tal-Avukat tal-Istat (State Attorney's Office, Malta). Retrieved 8 November 2020. - While Article 40 states: "all persons in Malta shall have full freedom of conscience and enjoy the free exercise of their respective mode of religious worship.", Article 2 states: "(1) The religion of Malta is the Roman Catholic Apostolic Religion. (2) The authorities of the Roman Catholic Apostolic Church have the duty and the right to teach which principles are right and which are wrong. (3) Religious teaching of the Roman Catholic Apostolic Faith shall be provided in all State schools as part of compulsory education."
9. ↑  "Georgia's Constitution of 1995 with Amendments through 2013" (PDF). Constitution Project. The State shall declare absolute freedom of belief and religion. At the same time, the State shall recognise the outstanding role of the Apostolic Autocephalous Orthodox Church of Georgia in the history of Georgia and its independence from the State.
10. ↑  "Constitution of the Republic of Peru" (PDF). Archived from the original (PDF) on 24 July 2015. Retrieved 19 November 2021. Within an independent and autonomous system, the State recognizes the Catholic Church as an important element in the historical, cultural, and moral formation of Peru and lends it its cooperation. The State respects other denominations and may establish forms of collaboration with them.
11. ↑  "Guatemala's Constitution of 1985 with Amendments through 1993" (PDF). Constitution Project. The juridical personality of the Catholic Church is recognized. The other churches, cults, entities, and associations of religious character will obtain the recognition of their juridical personality in accordance with the rules of their institution[,] and the Government may not deny it[,] aside from reasons of public order. The State will extend to the Catholic Church, without any cost, [the] titles of ownership of the real assets which it holds peacefully for its own purposes, as long as they have formed part of the patrimony of the Catholic Church in the past. The property assigned to third parties or those
12. ↑  "Panama's Constitution of 1972 with Amendments through 2004" (PDF). constituteproject.org. All religions may be professed and all forms of worship practiced freely, without any other limitation than respect for Christian morality and public order. It is recognized that the Catholic religion is practiced by the majority of Panamanians.
13. ↑  "El Salvador's Constitution of 1983 with Amendments through 2014" (PDF). Archived from the original (PDF) on 8 February 2021. Retrieved 19 November 2021. The juridical personality of the Catholic Church is recognized. The other churches may obtain recognition of their personality in conformizty with the law.
14. ↑  "Constitution of the Republic of Paraguay". The role played by the Catholic Church in the historical and cultural formation of the Republic is hereby recognized.
15. ↑  "Hungary's Constitution of 2011" (PDF). We are proud that our king Saint Stephen built the Hungarian State on solid ground and made our country a part of Christian Europe one thousand years ago.
16. ↑  "Constitution of Zambia" (PDF). DECLARE the Republic a Christian nation while upholding the right of every person to enjoy that person's freedom of conscience or religion
17. ↑  Beiner 2010, p. 3.
18. 1 2  Beiner 2010, p. 13.
19. ↑  Walsh 1997, p. 168.
20. 1 2 3  Cristi 2001, p. 19–20.
21. ↑  Rosenblatt 1997, p. 264.
22. ↑  Bellah 1992, p. 166.
23. ↑  Kries 1997, p. 268.
24. ↑  Viroli & Hanson 2003, p. 175.
25. 1 2  Beiner 2010, p. 35.
26. 1 2  Viroli 1990, p. 171–172.
27. 1 2  Pocock 2003, p. 214.
28. ↑  Finer, Samuel. The History of Government from the Earliest Times. Oxford University Press, 1999. pg. 1020.
29. ↑  "Republicanism." Encyclopedia of the Enlightenment pg. 435
30. ↑  "Introduction." Republicanism: a Shared European Heritage. By Martin van Gelderen and Quentin Skinner. Cambridge University Press, 2002 pg. 1